# Olympus Pen F
Les Olympus Pen F, Pen FT i Pen FV són Càmeres reflex d'una sola lent (SLR) de mig fotograma de 35mm amb lents intercanviables fabricades per Olympus del Japó entre 1963-1966 (Pen F), 1966-1972 (Pen FT) i 1967-1970 (Pen FV). Va ser la primera càmera SLR de mig format amb lent intercanviable.

## Característiques
La Pen F original té un avanç de pel·lícula de doble passada i un logotip distintiu representat amb tipus gòtic. La Pen FT posterior va afegir un avanç de pel·lícula d'un sola passada i un exposímetre integrat desacoblat, que utilitza un sistema de números d'exposició en lloc de punts f. Els números d'exposició es van afegir als anells d'obertura de les lents Pen F posteriors; els anells es podien treure i girar per mostrar els punts f convencionals. Un efecte secundari del mesurador de llum de la FT va ser un visor més tènue. La Pen FV era essencialment una Pen FT amb el mesurador de llum eliminat i el visor més brillant de la F.
El mig fotograma significa que la càmera utilitza un format 18×24 format vertical (retrat) mm, produint el doble d'imatges en un rotlle de pel·lícula de 135 que el format normal de 24x36 mm  . El format d'imatge més petit també permet una càmera i lents més petites, fent que el sistema Pen F sigui un dels sistemes SLR més petits que s'hagin fet mai; la Pentax Auto 110 era més petita, però amb una gamma molt més limitada d'objectius i accessoris, i una pel·lícula 110 més petita.
Aquestes càmeres són una mica excepcionals, ja que utilitzaven un obturador de pla focal giratori, en lloc de l'obturador de pla focal de dues cortines que s'utilitzava habitualment en altres rèflex en aquell moment. Com que aquest obturador d'una sola peça s'obre completament abans que comenci a tancar-se, es pot sincronitzar amb el flaix electrònic a totes les velocitats d'obturació.

Les càmeres de la sèrie Pen-F es modifiquen ocasionalment per muntar lents de càmeres de cinema estàndard per utilitzar-les com a càmeres de prova de pel·lícules amb pel·lícules de cinema de 35 mm. La mida del marc Pen-F és propera al marc de la pel·lícula Super 35 de 35 mm.

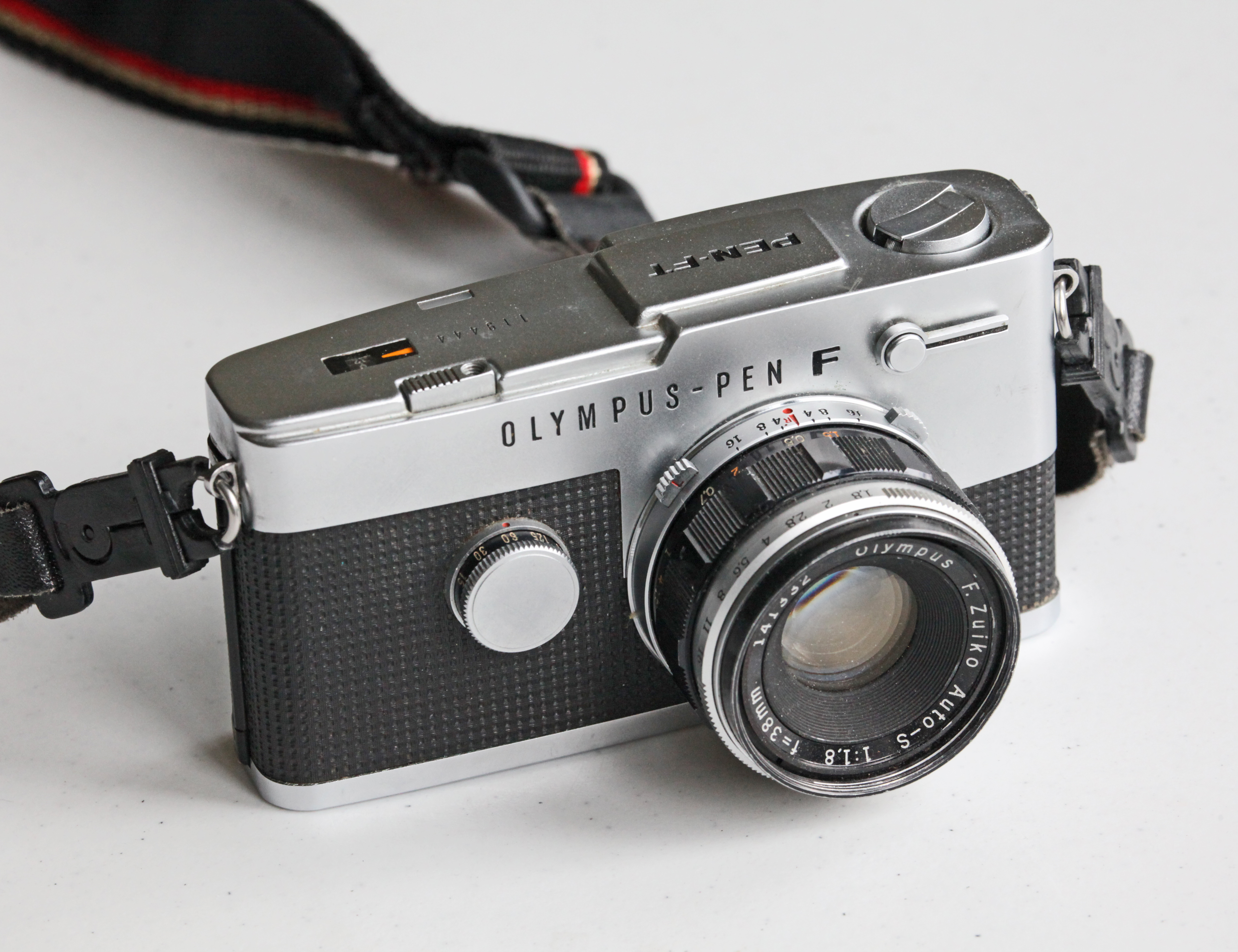
Olympus Pen FT amb 38 mm f 1.8

## Història
Després de desenvolupar un obturador de pla focal giratori amb titani, la Pen F es va llançar el maig de 1963. Com que aquest obturador exposa la pantalla a una velocitat màxima d'1/500 seg, es caracteritza per la sincronització del flaix electrònic a totes les velocitats d'obturació, fins i tot durant la fotografia diürna on normalment caldria utilitzar una bombeta de flaix de classe FP.. Per augmentar l'ampliació del visor, cal allunyar la lent de l'ocular/visor, per tant, la tercera superfície reflectant dels quatre reflexos de la imatge del visor s'utilitza com a mirall i es col·loca la lupa. entre les quartes superfícies reflectores La Pen FT, aquesta tercera superfície reflectant és un mig mirall, i es col·loca un mesurador d'exposició TTL darrere. Aquestes necessitats funcionals van portar a la realització d'un disseny únic en el qual el pentaprisma, que normalment es col·loca a la part superior d'una càmera reflex d'una sola lent, no sobresurt i la lent es desplaça des del centre de la càmera cap a la mà dreta. costat.

## Lents fabricades per al sistema Olympus Pen F
| Tipus              | Lent               | Foc.Leng. (mm) F | 35mm equiv. | Angle de visió | Gr.-El. | TTL-Núm. | Rang F/stop | Min. Enfocament | Filtre | Pes   |
| ------------------ | ------------------ | ---------------- | ----------- | -------------- | ------- | -------- | ----------- | --------------- | ------ | ----- |
| Gran angular       | G.Zuiko Auto-W     | 20mm F3.5        | 28mm        | 73°            | 6-7     | 0-4      | 3.5–16      | 0.2m            | 43mm   | 145g  |
| Gran angular       | E.Zuiko Auto-W     | 25mm F4          | 35mm        | 62°            | 5-5     | 0-4      | 4–16        | 0.25m           | 43mm   | 120g  |
| Gran angular       | G.Zuiko Auto-W     | 25mm F2.8        | 35mm        | 62°            | 5-7     | 0-5      | 2.8–16      | 0.25m           | 43mm   | 160g  |
| Estàndard          | F.Zuiko Auto-S     | 38mm F1.8        | 55mm        | 43°            | 5-6     | 0-6      | 1.8–16      | 0.35m           | 43mm   | 135g  |
| Estàndard          | G.Zuiko Auto-S     | 40mm F1.4        | 58mm        | 41°            | 6-7     | 0-6      | 1.4–16      | 0.35m           | 43mm   | 165g  |
| Estàndard          | H.Zuiko Auto-S     | 42mm F1.2        | 60mm        | 39°            | 6-8     | 0-6      | 1.2–16      | 0.35m           | 49mm   | 255g  |
| Teleobjectiu       | G.Zuiko Auto-T     | 60mm F1.5        | 85mm        | 28°            | 5-7     | 0-6      | 1.5–16      | 0.8m            | 49mm   | 270g  |
| Teleobjectiu       | F.Zuiko Auto-T     | 70mm F2          | 100mm       | 24°            | 5-6     | 0.5-7    | 2–22        | 0.8m            | 43mm   | 230g  |
| Teleobjectiu       | E.Zuiko Auto-T     | 100mm F3.5       | 140mm       | 17°            | 4-5     | 1-6      | 3.5–22      | 1.5m            | 43mm   | 250g  |
| Teleobjectiu       | E.Zuiko Auto-T     | 150mm F4         | 210mm       | 12°            | 4-5     | 1-5      | 4–22        | 1.7m            | 49mm   | 380g  |
| Super Teleobjectiu | E.Zuiko T          | 250mm F5         | 360mm       | 7°             | 3-5     | 1-6      | 5–32*M      | 3.5m            | 58mm   | 800g  |
| Super Teleobjectiu | E.Zuiko T          | 400mm F6.3       | 570mm       | 4°             | 4-5     | 1-5      | 6.3–32*M    | 5m              | 72mm   | 1750g |
| Super Teleobjectiu | Zuiko Mirror T     | 800mm F8         | 1150mm      | 2°             | 4-5     | -        | 8           | 16m             | 25.5mm | 2400g |
| Zoom               | Zuiko Auto-Zoom    | 50–90mm F3.5     | 70–130mm    | 34–19°         | 8-10    | 0.5-4    | 3.5–16      | 1.5m            | 49mm   | 420g  |
| Zoom               | Zuiko Zoom         | 100–200mm F5     | 140–280mm   | 17-9°          | 9-12    | 1-6      | 5–32*M      | 1.7m            | 49mm   | 700g  |
| Altres             | E.Zuiko Auto-S     | 38mm F2.8        | 55mm        | 43°            | 4-5     | 0-5      | 2.8–16      | 0.8m            | 43mm   | 70g   |
| Altres             | D.Zuiko Auto-S     | 38mm F2.8        | 55mm        | 43°            | 3-4     | 0-5      | 2.8–16      | 0.35m           | 43mm   | 125g  |
| Altres             | E.Zuiko Auto-Macro | 38mm F3.5        | 55mm        | 43°            | 4-5     | 0-4      | 3.5–16      | 0.156m          | 43mm   | 200g  |

- *M=diafragma manual[4]